# منيرة بحر (مخرجة)
منيرة بحر هي مخرجة تونسية. حصلت منيرة على درجة الماجستير في الدراسات المتقدمة في الفلسفة الجمالية من جامعة السوربون.
اختيرت منيرة للمشاركة في الدورة الأولى من مهرجان أيام السينما النسائية العربية التي نظمتها وزارة الثقافة التونسية، واختارها بيتي إليرسون للحدديث عنها كمثال للمخرجات في أفريقيا في كتابه الشهير أخوات الشاشة أخوات الشاشة: نساء أفريقيات في السينما والفيديو والتلفزيون (بالانجليزية: Sisters of the Screen: Women of Africa on Film, Video and Television).

## الأفلام

### الأفلام الروائية
- 2002: الكتبية.

### أفلام قصيرة
- 1989 : الرباط المقدس.
- 1992 : الرحلة.
- 1993 : كنز.
- 1998 : زوجان.
- 2001: مدائن الشرق.
- 2005: شعبان في رمضان.